# TheFutureEmbrace
TheFutureEmbrace è il primo LP della carriera solista di Billy Corgan, uscito il 21 giugno 2005.

## Tracce
1. All Things Change
2. Mina Loy (M.O.H.)
3. The Cameraeye
4. To Love Somebody (brano originale dei Bee Gees)
# A100
5. Dia
6. Now (And Then)
7. I'm Ready
8. Walking Shade
9. Sorrows (In Blue)
10. Pretty, Pretty Star
11. Strayz

## Altre informazioni
The Future Embrace cambia decisamente rotta rispetto a Mary Star of the Sea, il controverso disco del super-gruppo Zwan: dal rock chitarristico, spesso solare e frizzante, si ritorna ad atmosfere malinconiche e crepuscolari. Dal punto di vista musicale riemerge la passione di Corgan per la musica New wave ed il synth-pop anni '80 (ricordiamo la sua collaborazione con i New Order, sia in tour che in studio, sul disco Get Ready) e le chitarre passano decisamente in secondo piano, lasciando ampio spazio a sintetizzatori, sequencer e drum machines.
Se si vuole ricercare un paragone con i lavori precedenti di Corgan, sicuramente il disco meno distante da Future Embrace è Adore degli Smashing Pumpkins.
Il disco viene accolto abbastanza freddamente, sia dai fan che della critica: tra le canzoni, comunque, vanno ricordate Tolovesomebody (suggestiva cover dei Bee Gees virata in minore, che ospita Robert Smith dei The Cure), DIA (il pezzo più rock del lotto, originariamente regalato a Courtney Love, con il fido Chamberlin alla batteria), The Cameraeye (un intrigante mambo elettronico) e la conclusiva Strayz (jazz sintetico e minimalista).